# Игре глади: Балада о птици певачици и змији
Игре глади: Балада о птици певачици и змији (енгл. The Hunger Games: The Ballad of Songbirds and Snakes) је амерички дистопијски акциони филм из 2023. године, режисера Френсиса Лоренса, заснован на роману Балада о птици певачици и змији који је написала Сузан Колинс. Преднаставак је филмског серијала Игре глади и пето је остварење у овој франшизи. Главне улоге у филму тумаче Том Блајт, Рејчел Зеглер, Хантер Шафер, Џош Андрес Ривера, Питер Динклиџ, Џејсон Шварцман и Вајола Дејвис. Радња прати младог Кориолана Сноуа (Блајт), који добија задатак да буде ментор Луси Греј Бејрд (Зеглер), учесници Игара глади, док настоји да поврати богатство и углед своје породице у Панему.
Извршни директор компаније Lionsgate Films, Џон Фелтхајмер, потврдио је да ће будући филмови из франшизе Игре глади бити снимљени ако Сузан Колинс напише даље наставке. Године 2019, студио је најавио планове за Баладу о птици певачици и змији, а званични развој филма започео је годину дана касније, уз повратак Лоренса као режисера, док су Мајкл Лесли и Мајкл Арнт радили као сценаристи. Блајт и Зеглерова су добили улоге у мају 2022. године, а главно снимање започето је јула те године и трајало је до новембра. Филм је сниман у Вроцлаву, Берлину и Лајпцигу.
Филм је премијерно приказан 5. новембра 2023. у Берлину, док је у америчким биоскопима изашао 17. новембра исте године. Добио је помешане рецензије критичара, који су похвалили глумце и причу, али су критиковали темпо филма. Широм света је зарадио 349 милиона долара.

## Радња
У дистопијској, ратом разореној земљи Панем, глава породице Сноу, генерал Крас, умире у акцији током Прве побуне између Капитола и тринаест Дистриката. Годинама касније, Красов син, Кориолан, један је од двадесет четири студента Академије изабраних за менторе 10. годишњих Игара глади. Кориолан жели да освоји Плинтову награду, стипендију која ће му омогућити студије на Универзитету. Творац Игара и декан Академије, Каска Хајботом, који презире Кориолана, саветује менторе да се усредсреде на то да забаве гледаоце, а не на то да њихови трибути победе на Играма. Кориоланов богати пријатељ и колега ментор, Сејан Плинт, огорчен је окрутношћу Игара.
Кориолану је додељен женски трибут из Дистрикта 12, Луси Греј Берд. Током церемоније жетве, она опчињава гледаоце у Капитолу певањем и увлачењем змије у хаљину градоначелникове ћерке, Мејфер Лип. Док менторка Арахна Крејн исмева свог трибута, која је затим убија, Кориолан задобија поверење Луси Греј тако што се вози са њом до зоолошког врта Капитола, доноси јој храну и промовише је грађанима Капитола, на велико Хајботомово незадовољство; он је намерно доделио Кориолану трибута из Дистрикта 12 да не би успео да победи.
Кориолан предлаже главном творцу Игара, др Волумнији Гол, да омогући грађанима Капитола спонзорство током Игара: они би били у стању да донирају залихе својим омиљеним трибутима преко њихових ментора током Игара, чиме би се повећала гледаност. Кориоланова разредна партнерка, Клеменсија Давкот, преузима заслуге за његов предлог. Докторка Гол ставља предлог у тераријум генетски модификованих змија које нападају себи непознате мирисе и приморава Клеменсију да га дохвати. Змије уједају Клеменсију, потврђујући Кориоланово ауторство.
Током обиласка арене за Игре, побуњеничке бомбе експлодирају, убивши неколико ментора и трибута. Након што је Луси Греј спасила Кориолана од падајућих крхотина, он јој даје отров за пацове да га искористи као оружје и говори јој о рупи од бомбе у поду арене. Неколико трибута умире у крвопролићу на самом почетку Игара. Луси Греј бежи у тунел са пријатељом из Дистрикта 12, Џесапом. Сејан се једне ноћи ушуња у арену и оплакује свог погинулог трибута Маркуса, бившег друга из Дистрикта 2. Докторка Гол убеђује Кориолана да уђе у арену и натера Сејана да се врати кући. Када их један трибут нападне, Кориолан га претуче на смрт.
Председников син, Феликс Равинстил, подлеже повредама задобијеним током побуњеничког бомбардовања. Као чин освете, докторка Гол пушта своје змије у арену, убијајући све трибуте осим Луси Греј; раније је Кориолан потајно ставио марамицу са њеним мирисом у змијски тераријум. Докторка Гол проглашава Луси Греј победницом тек након што гледаоци Капитола то захтевају. После прославе, Хајботом показује Кориолану да су пронашли његову марамицу и отров, осуђујући га на двадесетогодишњу мировњачку службу у Дистрикту 8. Кориолан подмићује власти да га пребаце у Дистрикт 12; Сејан се добровољно јавља да му се придружи.
У Дистрикту 12, погубљење побуњеника инспирише Луси Греј да напише песму „Дрво за вешање”. Кориолан и Сејан посећују бар у Хобу где Луси Греј наступа са Кавијима, некадашњим номадским бендом; Кориолан се поново налази са њом. У међувремену, Сејан постаје део побуњеничке завере. Кориолан се супротставља Сејану и снима његово признање користећи креју ругалицу, шаљући је докторки Гол. Кориолан касније проналази Сејана како разговара са побуњеником Спрусом, бившим дечком Луси Греј, Билијем Тоупом, и Билијевом девојком Мејфер. У насталој кавги, Кориолан убија Мејфер, а Спрус убија Билија. Сејан и Спрус су накнадно обешени због издаје.
Луси Греј и Кориолан беже на север. Кориолан случајно открива да је убио троје људи; Луси Греј зна само двоје. Кориолан у једној колиби проналази оружје које представља једини доказ да је убио Мејфер. Луси Греј бежи након што је схватила да је она једино што спречава Кориолана да се врати међу мировњаке. Он полази за њом и уједа га змија коју је она поставила као замку. Дезоријентисан, он пуца из пушке на слепо након што креје ругалице почну да опонашају њен глас. Њена судбина остаје непозната.
Кориолан се враћа у Капитол, где докторка Гол открива да га је часно отпустила из службе и уписује га на универзитет. Сејанови родитељи, несвесни да је Кориолан изазвао смрт њиховог сина, чине га својим наследником, финансирајући његово образовање. Кориолан посећује Хајботама, који признаје да Игре никада нису замишљене за стварну употребу; на идеју је дошао док је био пијан, али је Крас предложио идеју као њихов партнерски пројекат. Хајботом верује да је одговоран за крвопролиће Игара и то никада није опростио Красу. Он криви Кориолана што је осигурао да се ужасна окрутност Игара настави генерацијама. Кориолан убија Хајботома убацивањем отрова у његову бочицу за морфијум. Докторка Гол касније почиње да обучава Кориолана као творца Игара, чиме он почиње свој успон на власт.

## Улоге
| Глумац            | Улога                      |
| ----------------- | -------------------------- |
| Том Блајт         | Кориолан Сноу              |
| Рејчел Зеглер     | Луси Греј Берд             |
| Џош Андрес Ривера | Сејан Плинт                |
| Вајола Дејвис     | др Волумнија Гол           |
| Питер Динклиџ     | Каска Хајботом             |
| Џејсон Шварцман   | Лукреције „Лаки” Фликерман |
| Хантер Шафер      | Тигрица Сноу               |
| Фионула Фланаган  | Бакдама                    |
| Берн Горман       | командир Хоф               |